# Син Сегён
Син Сегён (кор. 신세경; род. 29 июля 1990 года) — южнокорейская актриса

, певица и фотомодель.
Начала свою карьеру, будучи ребёнком. Прорывом в её карьере стала роль в драме 2009 года «Неудержимый Пинок». С тех пор она снялась в главных ролях в таких фильмах, как «Взгляд из прошлого» (2011), «Возвращение на Базу» (2012), «Война цветов 2» (2014), а также в драмах «Дерево с глубокими корнями» (2011), «Девушка, которая видит запахи» (2015), «Шесть летающих драконов» (2015—2016), «Невеста Бога Воды» (2017), «Чёрный рыцарь» (2017—2018).
Forbes дважды включал Син Сегён в список 40 самых влиятельных знаменитостей Кореи в 2011 и 2012 годах на 26-м и 14-х местах соответственно.

## Биография

### 1998-2009: Начало карьеры
Син Сегён родилась 29 июля 1990 года, в Янчхоне (район Сеула, Южная Корея). Училась в средней школе Шинмок, прежде чем поступить в университет Чанг-Анг, где она специализировалась в исполнительском искусстве.
Син дебютировала в восемь лет в 1998 году, как детская актриса, она также появилась в детском шоу «Поцелуй Поцелуй Поцелуй» и исторической драме 2005 года «Земля».

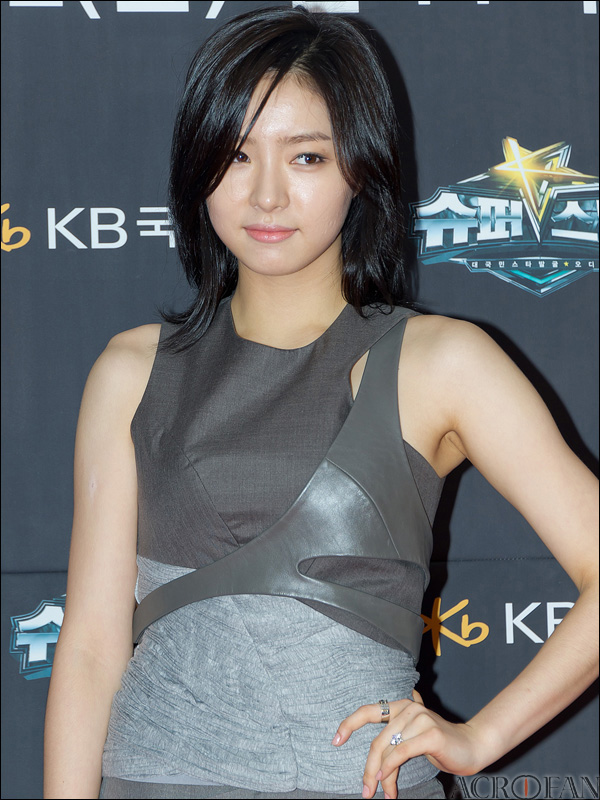
В 2011 году

После небольшой роли в фильме «Моя маленькая невеста», она получила главные роли в фильмах «Золушка», «Акустика» и «Пять чувств Эроса», а также сыграла роль принцессы Чхонмён (в молодости) в исторической драме «Королева Сондок», получив признание зрителей.

### 2009—2015
Прорывной для актрисы стала роль горничной во втором сезоне популярного ТВ-ситкома High Kick! в 2009 году. Благодаря успеху в этом сериале Син Сегён стала одной из самых востребованных в Корее знаменитостей, её стали активно приглашать сниматься для телевизионной и печатной рекламы. Позже последовали ведущие роли в громких проектах, среди которых высоко оцененная историческая драма Deep Rooted Tree с Чан Хюком и Хан Сук-Кю, и авиабоевике R2B: Return to Base с Rain.
Тем не менее, следующий проект Shin Fashion King (2012) был плохо принят аудиторией, особенно спорный финал. Сегён затем выпустила свой первый цифровой сингл «You Were Sweet», который она записала для продвижения франшизы кофе, которое она рекламировала. Также она записала саундтрек к фильму Hindsight.
2016—2021
5 июля 2021 года Син Сегён покинула Namoo Actors, компанию, в которой работала 19 лет с момента своего дебюта. 5 июля источник из Namoo Actors подтвердил: «Мы расторгли эксклюзивный контракт с Син Сегён». Син Сегён подписала эксклюзивный контракт с EDAM Entertainment. 5 июля компания EDAM Entertainment поделилась: «Син Сегён решила подписать эксклюзивный контракт с EDAM Entertainment. Сегодня днем мы опубликуем официальное заявление, после того, как завершим обсуждение контракта».

## Личная жизнь
20 октября 2010 года Сегён и участник группы SHINee Джонхён были замечены местным новостным каналами; 26 октября их агентства подтвердили отношения звёзд Но после девяти месяцев знакомства, Сегён и Джонхён расстались в июне 2011 года, ссылаясь на свою занятость.

## Фильмография

### Фильмы
| Год  | Название               | Роль          | Примечания                      | Ref.   |
| ---- | ---------------------- | ------------- | ------------------------------- | ------ |
| 2004 | My Little Bride        | Hye-won       |                                 | [ 5 ]  |
| 2006 | Cinderella             | Hyeon-su      |                                 | [ 7 ]  |
| 2009 | Five Senses of Eros    | Shin Su-jeong | segment "Believe in the Moment" | [ 14 ] |
| 2010 | Acoustic               | Se-kyung      | segment "Broccoli"              | [ 15 ] |
| 2011 | Hindsight              | Jo Se-bin     |                                 | [ 16 ] |
| 2012 | R2B: Return to Base    | Yoo Se-young  |                                 | [ 10 ] |
| 2014 | Tazza: The Hidden Card | Heo Mi-na     |                                 | [ 17 ] |
| 2017 | The Preparation        | Kyeong-ran    | Special appearance              | [ 18 ] |

### Драмы
| Год       | Название                               | Роль                         | Телеканал | Примечания        | Ref.          |
| --------- | -------------------------------------- | ---------------------------- | --------- | ----------------- | ------------- |
| 2004      | The Land                               | teenage Choi Seo-hee         | SBS       |                   | [ 4 ]         |
| 2009      | Queen Seondeok                         | teenage Princess Cheonmyeong | MBC       |                   | [ 19 ]        |
| 2009      | High Kick Through the Roof             | Shin Se-kyung                | MBC       | 2-й сезон         | [ 20 ] [ 21 ] |
| 2011      | Deep Rooted Tree                       | So-yi/Dam                    | SBS       |                   | [ 22 ]        |
| 2012      | High Kick: Revenge of the Short Legged | Se-kyung                     | MBC       | cameo, episode 75 | [ 23 ]        |
| 2012      | Fashion King                           | Lee Ga-young                 | SBS       |                   | [ 24 ]        |
| 2012      | My Husband Got a Family                | Shin Se-kyung                | KBS2      | cameo, episode 49 | [ 25 ]        |
| 2013      | When a Man Falls in Love               | Seo Mi-do                    | MBC       |                   | [ 26 ] [ 27 ] |
| 2014      | Blade Man                              | Son Se-dong                  | KBS2      |                   | [ 28 ]        |
| 2015      | A Girl Who Sees Smells                 | Oh Cho-rim/Choi Eun-seol     | SBS       |                   | [ 29 ]        |
| 2015–2016 | Six Flying Dragons                     | Boon-yi                      | SBS       |                   | [ 30 ]        |
| 2017      | The Bride of Habaek                    | Yoon So-ah                   | tvN       |                   | [ 31 ]        |
| 2017–2018 | Black Knight: The Man Who Guards Me    | Jung Hae-ra                  | KBS2      |                   | [ 32 ]        |
| 2019      | Rookie Historian Goo Hae-ryung         | Goo Hae-ryung                | MBC       |                   | [ 33 ]        |

### Развлекательные шоу
| Год  | Название                               | Телеканал | Примечания | Ref.   |
| ---- | -------------------------------------- | --------- | ---------- | ------ |
| 2010 | I'm Real: Shin Se-kyung                | QTV       |            | [ 34 ] |
| 2012 | Forever 22-year old Cheerleader Sanoam | SBS       | Narration  | [ 35 ] |
| 2018 | Pocha Beyond Borders                   | tvN       |            | [ 36 ] |

### Участие в клипах других артистов
| Год  | Название             | Артист               | Ref.   |
| ---- | -------------------- | -------------------- | ------ |
| 1999 | "MCMXCIX"            | 1999 Dae Han Min Guk |        |
| 2010 | "Don't Say Anything" | BlueBrand            |        |
| 2017 | "Take Five"          | Younha               | [ 37 ] |

## Дискография
| Год  | Название                              | Артист                              | Примечания                          |
| ---- | ------------------------------------- | ----------------------------------- | ----------------------------------- |
| 2010 | "The Snow Melts"                      | Shin Se-kyung                       | Track from Love Tree Project Vol. 1 |
| 2010 | "Confessions of a Dangerous Broccoli" | Shin Se-kyung                       | Track from Acoustic OST             |
| 2011 | "Blue in a Summer Day"                | Shin Se-kyung feat. MY Q            | Track from Hindsight OST            |
| 2012 | "You Were Sweet"                      | Shin Se-kyung feat. Sweden Laundry  | Digital single                      |
| 2012 | "Sweet Christmas"                     | Shin Se-kyung feat. Epitone Project | Digital single                      |

## Награды и номинации
| Год  | Номинация                                         | Категория                                               | Фильм                                        | Результат | Ссылки |
| ---- | ------------------------------------------------- | ------------------------------------------------------- | -------------------------------------------- | --------- | ------ |
| 2009 | MBC Entertainment Awards                          | Best New Actress                                        | High Kick Through the Roof                   | Победа    | [ 38 ] |
| 2009 | MBC Entertainment Awards                          | Best Couple Award in a Comedy/Sitcom with Yoon Shi-yoon | High Kick Through the Roof                   | Победа    | [ 38 ] |
| 2010 | 4th Mnet 20's Choice Awards                       | 20's Most Influential Star                              | н/д                                          | Победа    | [ 39 ] |
| 2010 | 46th Baeksang Arts Awards                         | Best New Actress (TV)                                   | High Kick Through the Roof                   | Номинация |        |
| 2011 | 15th Puchon International Fantastic Film Festival | Fantasia Award                                          | High Kick Through the Roof                   | Победа    | [ 40 ] |
| 2011 | 4th Style Icon Awards                             | New Icon Award                                          | н/д                                          | Победа    | [ 41 ] |
| 2011 | 48th Grand Bell Awards                            | Best New Actress                                        | Hindsight                                    | Номинация |        |
| 2011 | 32nd Blue Dragon Film Awards                      | Best New Actress                                        | Hindsight                                    | Номинация |        |
| 2011 | 12th Korea Visual Arts Festival                   | Photogenic Award, TV category                           | Deep Rooted Tree                             | Победа    | [ 42 ] |
| 2011 | SBS Drama Awards                                  | Excellence Award, Actress in a Drama Special            | Deep Rooted Tree                             | Победа    | [ 43 ] |
| 2012 | 6th Mnet 20's Choice Awards                       | 20's Female Drama Star                                  | Deep Rooted Tree                             | Номинация |        |
| 2012 | 7th Seoul International Drama Awards              | Outstanding Korean Actress                              | Deep Rooted Tree                             | Номинация |        |
| 2012 | 5th Korea Drama Awards                            | Top Excellence Award, Actress                           | Fashion King                                 | Номинация |        |
| 2012 | SBS Drama Awards                                  | Top Excellence Award, Actress in a Miniseries           | Fashion King                                 | Номинация |        |
| 2013 | MBC Drama Awards                                  | Excellence Award, Actress in a Miniseries               | When a Man Falls in Love                     | Победа    | [ 44 ] |
| 2014 | 35th Blue Dragon Film Awards                      | Popular Star Award                                      | Tazza: The Hidden Card                       | Победа    | [ 45 ] |
| 2014 | KBS Drama Awards                                  | Excellence Award, Actress in a Miniseries               | Blade Man                                    | Номинация |        |
| 2015 | 4th APAN Star Awards                              | Excellence Award, Actress in a Miniseries               | The Girl Who Sees Smells                     | Номинация |        |
| 2015 | 23rd SBS Drama Awards                             | Excellence Award, Actress in a Serial Drama             | Six Flying Dragons                           | Победа    | [ 46 ] |
| 2015 | 23rd SBS Drama Awards                             | Top 10 Stars                                            | The Girl Who Sees Smells, Six Flying Dragons | Победа    | [ 47 ] |
| 2015 | 23rd SBS Drama Awards                             | Best Couple Award with Yoo Ah-in                        | Six Flying Dragons                           | Победа    | [ 48 ] |
| 2016 | 5th APAN Star Awards                              | Top Excellence in a Serial Drama                        | Six Flying Dragons                           | Номинация |        |
| 2018 | 11th Korea Drama Awards                           | Excellence Award, Actress                               | Black Knight: The Man Who Guards Me          | Номинация | [ 49 ] |
| 2018 | KBS Drama Awards                                  | Top Excellence Award, Actress                           | Black Knight: The Man Who Guards Me          | Номинация |        |
| 2018 | KBS Drama Awards                                  | Excellence Award, Actress in a Mid-length Drama         | Black Knight: The Man Who Guards Me          | Номинация |        |